# (22740) Rayleigh
(22740) Rayleigh ist ein Asteroid des äußeren Hauptgürtels, der am 20. September 1998 vom belgischen Astronomen Eric Walter Elst am La-Silla-Observatorium (IAU-Code 809) der Europäischen Südsternwarte entdeckt wurde.
Er ist einer der wenigen Himmelskörper, der eine 2:1-Resonanz zum Jupiter aufweist.
Der Asteroid ist nach dem Entdecker des Edelgases Argon, dem britischen Physiker John William Strutt, 3. Baron Rayleigh (1842–1919), benannt.